# Masaki Yoshida
Masaki Yoshida (吉田 正樹 Yoshida Masaki?, nacido el 10 de abril de 1984 en Niigata, Niigata) es un exfutbolista y actual entrenador japonés. Jugaba de defensa y su último club fue el FC Ryukyu de Japón.

## Trayectoria

### Clubes
| Club                | País  | Año         |
| ------------------- | ----- | ----------- |
| Niigata Napoli      | Japón | 2003        |
| Yokohama FC         | Japón | 2008 - 2009 |
| Tokyo Verdy         | Japón | 2010 - 2011 |
| Matsumoto Yamaga FC | Japón | 2012        |
| FC Ryukyu           | Japón | 2012 - 2013 |

## Estadística de carrera

### J. League
| Club                | Año   | J. League | J. League | Copa J. League | Copa J. League | Total | Total |
| Club                | Año   | Part.     | Goles     | Part.          | Goles          | Part. | Goles |
| ------------------- | ----- | --------- | --------- | -------------- | -------------- | ----- | ----- |
| Yokohama FC         | 2008  | 14        | 0         | -              | -              | 14    | 0     |
| Yokohama FC         | 2009  | 42        | 0         | -              | -              | 42    | 0     |
| Tokyo Verdy         | 2010  | 19        | 0         | -              | -              | 19    | 0     |
| Tokyo Verdy         | 2011  | 3         | 0         | -              | -              | 3     | 0     |
| Matsumoto Yamaga FC | 2012  | 0         | 0         | -              | -              | 0     | 0     |
| Total               | Total | 78        | 0         | 0              | 0              | 78    | 0     |